# Легальний марксизм
«Лега́льний маркси́зм» — ідейно-політична течія в Російській імперії. Виникла в середовищі інтелігенції в ході обговорення питань, пов'язаних з осмисленням поступу капіталізму, а також критики доктрини народництва на ґрунті окремих філософських, суспільно-політичних і економічних ідей марксизму. Означення цієї течії як особливого різновиду марксизму — «легального» — було зумовлене головним чином тим, що її представники, на відміну від представників радикального революційного крила послідовників економічного вчення К.Маркса, в тогочасних російських умовах могли друкуватися і друкувалися в легальній пресі («Новое слово», «Начало», «Научное обозрение», «Жизнь», «Вопросы философии и психологии», «Русская мысль» та ін.). До кола таких літераторів з-поміж відомих діячів і мислителів зараховували: П.Струве (1870—1944) — співавтора Маніфесту I з'їзду Російської соціал-демократичної робітничої партії, М.Водовозова (1870–96) — випускника юрид. ф-ту Дерптського ун-ту, М.Туган-Барановського — приват-доцента Петерб. ун-ту, М.Бердяєва (у ті роки студента юридичного факультету Київського університету), С.Булгакова — професора Київ. політех. ін-ту, Б.Кістяківського — правника і соціолога (у ті роки слухача Берлінського університету).
У розвиткові «Л.м.» історики виділяють два періоди: перший з них припадає на 1-шу пол. 1890-х рр. — тоді провідні представники цієї течії намагалися прищепити марксизмові кантівський критицизм (див. І.Кант); другий — на кін. 19 — поч. 20 ст. — тоді колишні «легальні марксисти» стали розвивати принципи ідеалістичної філософії, помітно зблизилися у своїх поглядах з бернштейніанством, з австрійською школою економіки, з поглядами міністра фінансів імперії Габсбургів Ейгена Бьом-Баверка (1851—1914) та німецького соціолога, творця теорії аналізу соціальної взаємодії проф. Г.Зіммеля (1858—1918).
Як заявляли самі «легальні» марксисти (це стосується їхніх висловлювань у роки першого «марксистського» періоду), вони брали з учення К.Маркса лише «справді наукові» елементи (одним з яких був, зокрема, постулат про те, що соціалізм є «кінцевим суспільним ідеалом») і відкидали його «бланкістський» (див. Бланкізм), революц. бік, особливо ідею диктатури пролетаріату. Разом з тим вони відстоювали необхідність поступового вдосконалення капіталізму, надання йому форми цивілізованого «безперервного процесу соціальних перетворень».
Програмним твором «Л.м.» стала книга П.Струве «Критичні замітки до питання про економічний розвиток Росії» (1894), де розвінчувалися народники як захисники дрібного виробництва й вітався капіталізм, до якого автор закликав «піти на виучку». З позицій еволюціонізму П.Струве розглядав проблему взаємин класів суспільних і партій політичних, а універсальною формою вирішення суперечностей між класами і між партіями вважав компроміс: на його думку, «розвиток демократії є вищою школою компромісу».
М.Туган-Барановський не раз висловлював свою незгоду з висновками К.Маркса щодо тенденції зубожіння пролетаріату й, посилаючись на реальні факти та аналізуючи й узагальнюючи їх на основі марксистської методології, доводив, що рівень життя робітників у розвинених капіталіст. країнах неухильно підвищується і що в кінцевому підсумку робітники цих країн мають користь з успіхів капіталістичної промисловості. У праці «Російська фабрика в минулому й сучасному» (1898) обґрунтував положення про фундаментальний характер дії економічних законів і у зв'язку з цим наголошував на неминучості розвитку економік усіх країн світу, у тому числі Росії, шляхом створення в них капіталіст. ринку і конкуренції, запровадження тех. реорганізації виробництва, формування нових соціальних груп і класів, передусім підприємців та робітників. У деяких полемічних статтях запропонував оригінальну класифікацію соціаліст. й комуніст. доктрини: «державний соціалізм» школи К.-А.Сен-Сімона та його послідовників, «синдикальний соціалізм» Л.Блана й Ф.Лассаля, «комунальний» чи «кооперативний» соціалізм Р.Оуена й Ш.Фур'є, «анархічний соціалізм» П.-Ж.Прудона і кн. П.Кропоткіна. Щоб послабити неприйнятні з позиції філософії свободи висновки, які випливали із зазначених учень, перш за все, про неминучість у процесі розвитку капіталізму надмірної регламентації діяльності особистості й обмеження її свободи, М.Туган-Барановський вказував на необхідність розвитку приватного й кооперативного підприємництва, поєднання великого та дрібного вир-ва, звільнення вир-ва від жорсткої держ. опіки, громад. самоврядування в трудових асоціаціях, розподілу за працею. Водночас він вказував на те, що оскільки приватна власність і здорова конкуренція здатні постійно стимулювати людей до технологічного оновлення й удосконалення організації вир-ва, то це дає змогу розширювати можливості задоволення матеріальних і духовних потреб більшості членів сусп-ва, гармонізувати взаємини між ними, врешті-решт, ліквідувати експлуатацію людини людиною, що породжує й закріплює соціальну нерів-ність та антагонізм інтересів.
Зважаючи на те, що «легальні марксисти» виступали проти рос. самодержавства, за демократ. права й свободи, а в підцензурній пресі популяризували деякі положення екон. теорії К.Маркса, ортодоксальні марксисти на чолі з В.Леніним пішли з ними на тимчасову угоду. Завдяки цьому «союзові» соціал-демократи отримали доступ до легальних журналів «Новое слово», «Научное обозрение» й «Начало», що видавалися в Санкт-Петербурзі «легальними марксистами», і досить швидко сформували в середовищі інтелігентів думку про неспроможність екон. та соціально-філос. ідей народництва зарадити поступові Росії. 1895 був виданий збірник статей «Матеріали до характеристики нашого господарського розвитку», у підготовці якого взяли участь соціал-демократи й «легальні марксисти».
Проте вже невдовзі В. Ленін і Г. Плеханов активізували критику «легальних марксистів» як ідеологів ліберальної буржуазії. У полемічному запалі Г.Плеханов навіть назвав рос. «катедер-соціалістів» — так він кваліфікував «легальних марксистів» — «поліцай-соціалістами». За оцінкою В.Леніна, «Л.м.» був викривленням революційності вчення К.Маркса. В.Ленін дорікав П.Струве за те, що останній наполягав на безпристрасній констатації «неминучості даного ряду фактів» і цим самим, по суті, заперечував визнання аналізу явищ соціальної дійсності з позиції інтересів трудящих («класового підходу») як нібито дійсно об'єктивного й наукового.
У роки 2-го періоду розвитку «Л.м.» у працях його представників, передусім М. Туган-Барановського, П. Струве і Б. Кістяківського, які друкувалися у започаткованому ними ж у червні 1902 в Штутгарті (Німеччина) ліберальному двотижневикові «Освобождение», чітко виявилася тенденція до виправдання й своєрідної апології монополістичного капіталізму (див. Монополізація капіталістична). Ці автори вже не наполягали на марксистському положенні про неминучий перехід від капіталізму до соціалізму і не характеризували марксизм як «велику й багату за змістом систему наукових поглядів». Натомість вони критично оцінювали матеріалістичне розуміння історії та екон. теорію марксизму.
М. Бердяєв і С.Булгаков почали 1904–05 спільно редагувати в С.-Петербурзі релігійно-філос. журнали «Новый путь» і «Вопросы жизни». М.Бердяєв став розвивати ідеї християн. «містичного реалізму», зверненого як проти державно-церк. традиції, так і проти марксизму, який він характеризував як одну з релігій. С.Булгаков під впливом ідей філософа й поета В.Соловйова та письменника Ф.Достоєвського став на позиції християн. соціалізму.
П.Струве, Б.Кістяківський і М.Туган-Барановський виступили ідеологами й активними організаторами поміркованого руху конституціоналістів, що привів до створення в жовтні 1905 Партії нар. свободи (Конституційно-демократична партія, кадети). В дусі неокантіанства (див. також Неокантіанство в історичній науці), що оголосило основоположним і керівним началом у житті людей певні «надісторичні» духовні цінності, передусім моральні, вони прийшли до висновку, що сусп. прогрес цілком визначається розвитком культ. цінностей людства, а отже, гол. джерело істор. поступу знаходиться не в сфері матеріального вир-ва, а в сфері свідомості. На ґрунті цих ідей вони розгорнули гостру критику марксизму за недооцінку останнім ролі особи в історії. С.Булгаков, зокрема, стверджував, що в марксистській доктрині «особистості й особистій творчості співається загалом похоронна пісня».